# Brassaiopsis angustifolia
Brassaiopsis angustifolia là một loài thực vật có hoa trong Họ Cuồng cuồng. Loài này được K.M.Feng mô tả khoa học đầu tiên năm 1979.